# Žďár u Blanska
Žďár (deutsch Schdiar) ist eine Gemeinde mit 354 Einwohnern in Tschechien. Der Ort befindet sich im Mährischen Karst, 4,5 km nordöstlich von Rájec-Jestřebí und gehört dem Okres Blansko an.
Gemeinsam mit dem südlichen Nachbarort Petrovice liegt Žďár in etwa 565 m Höhe auf einer Hochfläche. Westlich des Dorfes erhebt sich die Trhůvka (564 m) und nordöstlich die Brusná (607 m) In der Umgebung des Ortes sind einige Dolinen, der Dorfbach versickert 500 östlich von Žďár.

## Geschichte

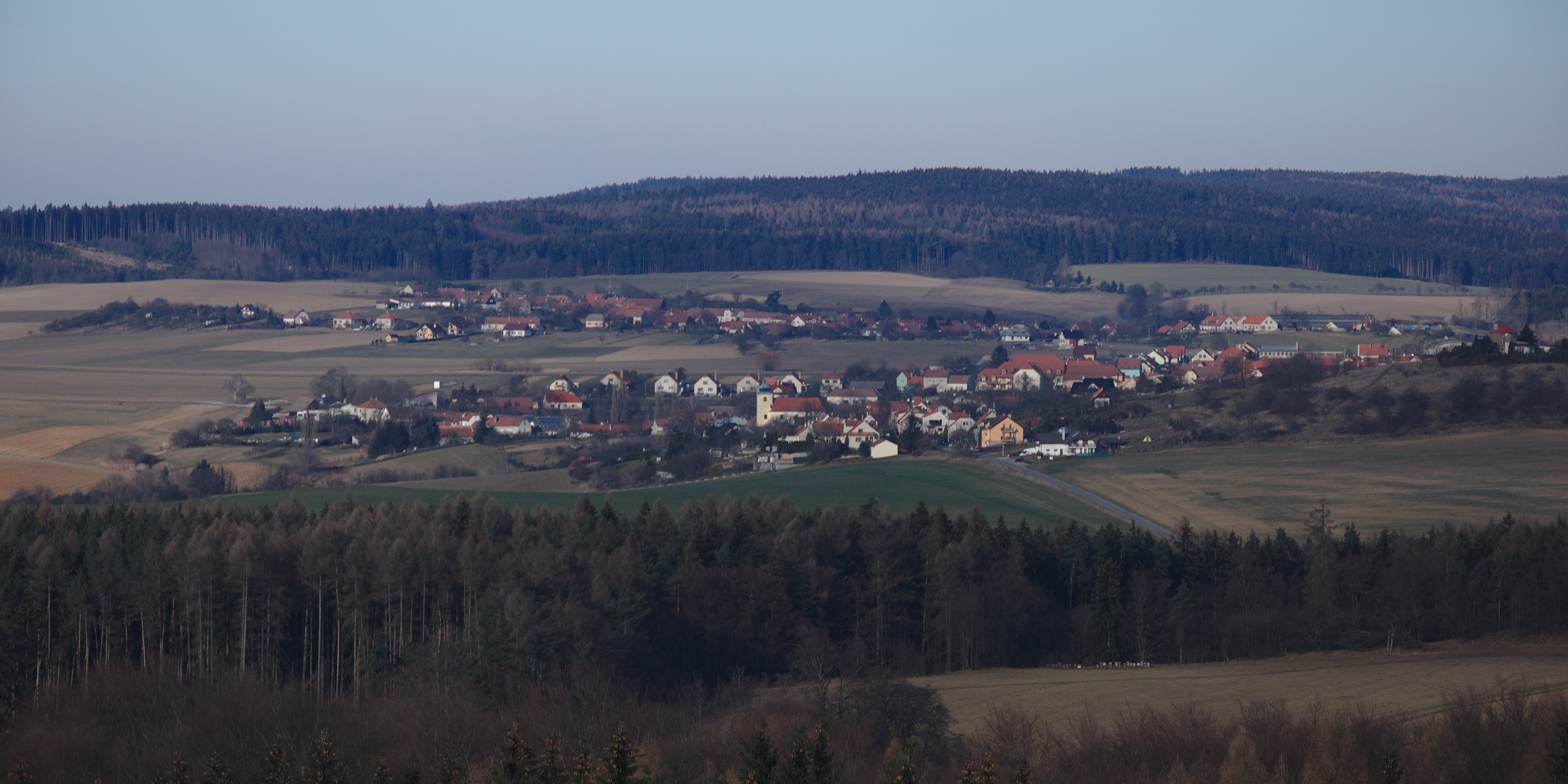
Petrovice und Žďár

Žďár wurde 1371 als Teil der Gutsherrschaft Bořitov erstmals genannt. 1540 eignete sich Bohusek von Drnovice auf Raitz die Dörfer Žďár und Holešín an. Die Kapelle des heiligen Florian wurde 1876 errichtet. 1878 brach ein Feuer aus, das 50 Häuser zerstörte und bei dem 8 Einwohner starben. 1992 wurde Žďár an die Gasversorgung angeschlossen.